# جوزيه غاردنر أبوت
جوزيه غاردنر أبوت (بالإنجليزية: Josiah Gardner Abbott)‏ هو محامي وقاضي وسياسي أمريكي، ولد في 1 نوفمبر 1814 في تشيلمسفورد في الولايات المتحدة، وتوفي في 2 يونيو 1891 في الولايات المتحدة. حزبياً، نشط في الحزب الديمقراطي. وقد انتخب عضو مجلس ولاية ماساتشوستس (1841 – 1842) وانتخب عضو مجلس نواب ماساتشوستس وانتخب عضو مجلس النواب الأمريكي عن دائرة Massachusetts's 4th congressional district ‏ (28 يوليو 1876 – 3 مارس 1877).